# Andreas Hähle

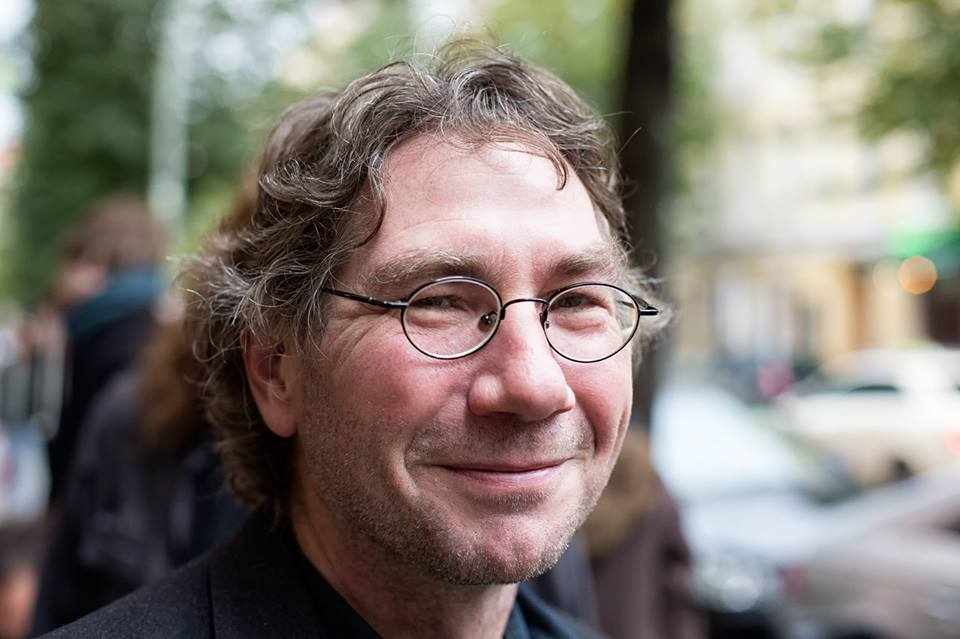
Andreas Hähle, 2013

Andreas Hähle (* 12. November 1967 in Borna; † 24. April 2019 in Leipzig) war ein deutscher Dichter, Sprecher und Moderator.

## Leben und Werk
Im Jahr 1979 wurde Hartmut Lorenz, Manager der Schulband SCHULROCK, die sich später in P 16 umbenannte, auf den 11-jährigen Hähle aufgrund seiner sowohl ungewöhnlich frechen als auch tiefsinnigen Gedichte aufmerksam. Zu dieser Zeit nahm er Kontakt zu Kurt Demmler auf, welcher ihm die Grundlagen des Texter-Handwerks erläuterte. Diesen Kontakt hielten beide bis zu Demmlers Freitod im Jahr 2009 aufrecht.
Hähles erster mit SCHULROCK entstandener Titel „Seelentausch“ wurde noch vom Schlagzeuger Sven Jaschub gesungen. Mit der Interpretation seines zweiten Liedtextes „Bubi“ gewann die Band im Jahr 1983 einen Nachwuchsband-Wettbewerb des DDR-Fernsehens, was sie über Nacht populär machte. Im selben Jahr zog Hähle aus familiären Gründen nach Stralsund, was sich negativ auf die Zusammenarbeit innerhalb der Band auswirkte. Das Lied „P 16“, ebenfalls aus Hähles Feder, war der bekannteste Titel dieser Formation. Im Jahr 1985, mit dem noch gemeinsam erarbeiteten Titel „Sag mir wo du bist“, brach der Kontakt zwischen ihm und P 16 schließlich ab; auch aufgrund einigen Zutuns des Ministeriums für Staatssicherheit, welches Hartmut Lorenz wiederholt davon abriet, weiter mit diesem Texter zusammenzuarbeiten.
Im Jahr 1987 schloss Hähle eine Lehre zum Facharbeiter für Maschinensatztechnik ab und arbeitete anschließend von 1988 bis 1994 unter anderem in Stralsund als Requisiteur am Stralsunder Theater, als Beauftragter für Öffentlichkeitsarbeit im Meeresmuseum und als künstlerischer Leiter der OFF-Theatergruppe „PUKS“, wo er eigene Stücke erstellte.
Er schrieb in dieser Zeit weiterhin Texte für verschiedene Nachwuchsbands, arbeitete dabei u. a. mit dem Saxophonisten Burkhard Schmidt zusammen, mit dem er auch in den Folgejahren gemeinsam Titel schrieb. Daneben entstanden ebenfalls Titel für Ines Paulke („Himmelblau“) und die Gruppe BABYLON. Nach der Wiedervereinigung textete er vor allem für die Bands Mr. SAMMLERS PLANET, FUNKSTATION und für die Sängerin Ina-Maria Federowski.
Nach seinem Umzug nach Dresden im Jahr 1994 war er u. a. Autor, Redakteur und Moderator auf Radio „NRJ“, Kolumnist des Dresdner Stadtmagazins „SAX“ sowie Autor und Regisseur der Comedy-Revue „Ein Schiff wird sinken“ am Rock-Theater Dresden. Als Moderator schuf er die Kunstfigur Apunkt Bänger-Strobel, unter dessen Pseudonym er im Jahr 1994 sein Buch „...und Schuld an allem ist das Leben, die Sau...“ veröffentlichte.
Im Jahr 1997 zog er nach Gera und arbeitete dort u. a. als Produzent, Moderator und Redakteur beim Regionalsender „TV Ostthüringen“, trat mit eigener Live- und TV-Show „Der Gnom – Die Andreas Hähle-Show“ sowohl im TVO als auch beim OKG Gera auf und war freischaffend als Moderator und Videoredakteur tätig.
Nun in Berlin lebend, nahm Hähle ab 2007 intensiver und auf freiberuflicher Basis die Arbeit als Textdichter, Moderator und Hörbuchsprecher wieder auf. Er schrieb vorwiegend als Textautor für UNBEKANNT VERZOGEN, Dunja Averdung & Jörg Nassler (Liaisong), Dirk Zöllner, Fährmann, Jan Preuß & Die geheime Gesellschaft, 
Transit, Wolfgang Becker und Christoph Keisers.
Ebenfalls im Jahr 2007 gründete er die Band „sergejwitsch meets hähle“ mit der Thereministin Katja Kettler und Heiko Bandasch als Produzent (beide ehemals „Spacestaub“). Die Band löste sich im Jahr 2010 auf. Seit 2011 arbeitete Hähle als Redakteur und Moderator der Sendung „Wahl-Lokal“ auf rockradio.de und als Sprecher für Hörbücher.
2015 zog Andreas Hähle aus familiären Gründen nach Leipzig und arbeitete hier unter anderem mit Manuel Schmid sowie mit Jule Werner und ihrer Band zusammen. In dieser Zeit erschienen von ihm Die Karriere der Narren und – als er schon schwer erkrankt war – sein Roman Wahnsignale.
Andreas Hähle erkrankte an Krebs und starb nach schwerer Krankheit am 24. April 2019 in der heimischen Leipziger Wohnung in den Armen seiner Ehefrau. Am 20. Juni 2019 fand ein Gedenkkonzert für Andreas Hähle in der Berliner Wabe statt.

## Familie
Andreas Hähle war mit Sabine Hähle und danach mit Lika Hähle verheiratet. Aus der ersten Ehe ging ein Sohn hervor.

## Veröffentlichungen
- ... und schuld an allem ist das Leben, die Sau (Prosa und Gedichte)
- Karriere der Narren, BoD Norderstedt, Edition Bildstein, Leipzig, Dresden 2014, ISBN 978-3735738-20-2
- Wahnsignale, Edition Outbird, Gera 2018

## Auf Tonträgern veröffentlichte Texte (Auswahl)

### P 16
- Bubi — Die DT 64-Story Vol. 6 (1983)
- Sag mir, wo du bist — Auf dem Wege 4 (1985)
- P 16

### Ines Paulke
- Die Farben meiner Tränen (1988)
- Jugendliebe Vol. 2 (1994)
- Augenblicke (1995)
- Das Beste aus Jugendliebe (CD 2, 1995)
- Himmelblau (1999)
- AMIGA Schlagerarchiv Vol. 4 (2000)
- Ostrock Das Beste 1 (2001)
- Ines Paulke Compilation (2008)
- BABYLON
- Dynamit (1988)
- Geisterstunde
- Wir rocken los

### Dirk Zöllner/Die Zöllner
- Schönen Tag (Text: Hähle/Zöllner), Live im Duo Infernale (2011)
- Idylle im Krieg (2012)

### Unbekannt Verzogen
- Fröhliche Weihnacht (Exklusiv-CD) (2011)
- Piratenbräute (2011)
  - Lissabon
  - Nachtvögelin
  - Piratenbräute
  - Drittes Glas
  - Zweiter Tag

### Gruppe Transit
- Durchs Leben (2012)
  - Lange her
  - Wenn ich geh

### Duo LIAISONG Dunja Averdung & Joerg Nassler
- CD-LIAISONG XL (2012):
  - "Niemand geht mehr zu Fuß"
  - "Macht Geld und Wahnsinn"
  - "Eismeer"
  - "Bis zum Himmel"
  - "Nur ein Schluck"
  - "Lieber Gott"
  - "Regentropfen platzen"
  - "Der Kuss"
  - "Versteckt vor der Welt"
  - "Sommernachtstraum"
- CD-NACHTHEXEN: "Camille Claudel"
  - "Stiller Genießer"
  - "Der kleine Unterschied"
  - "Draussen auf dem Meer"
  - "Ich weiß es"

### Jan Preuß & Die Geheime Gesellschaft
- Wie ein Fluß (2013)
  - Du schwebst

### Wolfgang Becker & Christoph Keiser
- CD Herbes Glück Vol. 1 (2013): Junge Vögel, Schnee überm See, Wind, Wind, Irrende Lichter, Kleiner schöner Engel, In der Hitze der Stadt, Herbes Glück

### Fährmann
- Live in Briescht (2013)
  - Ich steh noch immer hier (Text: Hähle/Bärike)
  - Auf einem langen Weg nach Haus (Text: Hähle/Bärike)
  - 1.FC UNION/KRISPIN
  - Wir sind Union (Text: Hähle/Krispin)

## Hörbücher
- Timmi und der kleine Käfer, nach dem gleichnamigen Kinderbuch von Petra Glinka (Hörspiel)
- Vom Leben, der Liebe und anderen schönen Schwierigkeiten, nach Lyrik von André Dahlke

## Kinderbücher von Dorothee Sargon
- Brummi, der kleine Bär
- Hier bin ich der Boss
- Dino Doni und seine Freunde, Kindergeschichten von Danka Todorova

## Live-Programme und Lesungen (Auswahl)
- Timmi und der kleine Käfer nach dem gleichnamigen Kinderbuch von Petra Glinka (auch als Hörspiel erhältlich)
- Vom Geist, der nicht spuken konnte
- Wir trinken Wein und dann ..., eigene erotische Gedichte & Prosa, meist mit musikalischer Begleitung
- Rügen – Inselland, eine literarisch-musikalische Seelenreise, mit Anja Hawlitzki (Bratsche, Geige)
- Herbes Glück, ein musikalisch-literarisches Programm von und mit Wolfgang Becker (Musik) und Andreas Hähle (Texte) über Liebe, Glück und Enttäuschungen in der Großstadt, auch als CD (Lieder Vol.1 - 2013 und Vol.2 - 2014)
- ... und schuld an allem ist das Leben, die Sau (Soloprogramm)